# 詹姆斯·马歇尔
詹姆斯·马歇尔准将（英語：Brigadier general (United States)，1897年10月15日—1977年7月19日），美国陆军工程兵部队军官。二战期间他曾担任曼哈顿计划的首个负责人（后被莱斯利·理查德·格罗夫斯接替）。后来供职于KBR公司，也在明尼苏达州高速公路委員會待过一段时间。